# 人喰谷
人喰谷（ひとくいだに）は富山県南砺市にある谷。高落場山が源流で、小矢部川水系二ッ屋川の支流である。谷の周囲は落葉樹林が多く自生し、また美しい峡谷があることから紅葉スポットとして有名。月長石（ムーンストーン）という青白い結晶を含む鑑賞石が採れる。

## 概要
五箇山トンネル付近にある峡谷で、人喰谷の上流側は中部北陸自然歩道になっている。
人喰谷では、月長石（ムーンストーン）という青白い結晶が含まれる石が採れる。この石は日本では他に長野県の木崎湖等でしか採れない。

## 歴史
かつては五箇山の人は城端（及び砺波平野）に向かう際に人喰谷を通っていたが、冬にはその途中で雪崩に遭い流される被害が多かった。この難所をさけるため、1883（明治16）年道谷新道と呼ばれる新道の工事が始まった。その新道は梨谷から梨谷川沿いに細尾峠に至り、その後は尾根沿いに城端側の上田へと一気に下るルートで、雪崩の危険を大きく減じることができるものであった。この道は1887（明治20）年に完成した。

## 地名の由来
冬に生活物資が不足すると、ボッカという人達が雪の中、峠を越えて平野まで行って物資を運び出していたが、この谷は雪崩が多く、また雪崩に流されると雪が解けても、人も荷物も出てこなくなることから、人喰谷と呼ばれるようになったという。

## アクセス
加越能バスの世界遺産バスに乗り「五箇山トンネル口」バス停で下車。